# منصورية (علي أباد كرمان)
منصوریة (بالفارسية: منصوریه) هي منطقة سكنية تقع في إيران في Aliabad Rural District.